# Soroll Simplex
El soroll Simplex és un algorisme utilitzat per construir una funció de soroll de n dimensions. Ken Perlin el va dissenyar el 2001 per millorar el seu mètode classic, anomenat soroll Perlin, de manera que tingués menys artefactes direccionals i, en més dimensions, una sobrecàrrega computacional menor.
L'algorisme divideix l'espai en símplex (triangles de n dimensions) per tal de reduir el nombre de punts de dades. Per exemple, mentre que un hipercub té 2n cantonades, un símplex només en té n+1.
Els avantatges principals del soroll Simplex són:
- Menor complexitat computacional; requereix menys multiplicacions.
- Escalable a més dimensions amb menys cost computacional: la complexitat és O(n²) per n dimensions, mentre que en el mètode clàssic és O(n 2n).[2]
- És visualment isotròpic, és a dir que no s'hi aprecien artefactes direccionals.

El mètode va ser ampliat posteriorment i modificat per evitar un problema de patents, en una nova funció lliure d'ús anomenada soroll OpenSimplex.

## Soroll OpenSimplex
L'algorisme del soroll OpenSimplex és molt similar al del soroll Simplex, però amb dues diferències principals:
- Mentre que el soroll Simplex comença amb un panal hipercúbic i el fa aixafar per la diagonal principal per formar la seva estructura de quadrícula,[1] el soroll OpenSimplex intercanvia els factors d'inclinació i d'inclinació inversa i utilitza un panal hipercúbic estirat, el qual esdevé un panal simplèctic després de la subdivisió.[3] Això significa que en dues dimensions el Simplex i l'OpenSimplex utilitzen orientacions diferents de la tessel·lació triangular, i en tres dimensions el Simplex 3D utilitza un panal disfenoide tetragonal, mentre que l'OpenSimplex utilitza un panal tetraèdric-octaèdric.[3]
- El soroll OpenSimplex utilitza una resolució més gran que el soroll Simplex. El resultat és una aparença més suau a costa del rendiment, ja que cal determinar vèrtexs addicionals i tenir en compte cada avaluació.[3]